# EYA4
Olhos ausentes homólogo 4 é uma proteína que em humanos é codificada pelo gene EYA4.

## Função
Esse gene codifica um membro da família de proteínas ausentes dos olhos (EYA). A proteína codificada pode atuar como um ativador da transcrição e ser importante para a função continuada do órgão de Corti maduro. As mutações nesse gene estão associadas à perda auditiva pós-lingual, progressiva e autossômica dominante na surdez, no locus neurossensorial 10 não sindrômico autossômico dominante. Três variantes de transcrição que codificam isoformas distintas foram identificadas para esse gene.